# 白冰 (1956年)
白冰（1956年3月—），河北平原人，中国大陆儿童文学作家、翻译家。毕业于北京师范大学中文系。

## 生平
1956年，白冰出生在山东省平原县，他是回族。
1974年，白冰加入中国人民解放军，主要在北京军区工作。
1978年，白冰开始发表作品。
1988年，白冰加入中国作家协会。
1991年，白冰从北京师范大学中文系毕业，得到硕士学位。

## 作品

### 诗集
- 《飞翔的童心》

### 童话集
- 《火中的凤凰》
- 《七彩企鹅》
- 《雁阵》
- 《凝固》
- 《月亮汤》
- 《小傻熊波卡的电话》

### 小说
- 《洁白的茉莉花》
- 《眼睛》
- 《坟》

### 译著
- 《丢了鼻子的小丑》（美国约瑟夫·舍曼）
- 《魔语》（美国马里恩·克拉茨）

## 奖项
| 年份 | 作品                 | 奖项                             | 是否得奖 | 备注 |
| ---- | -------------------- | -------------------------------- | -------- | ---- |
| 1984 | 《洁白的茉莉花》     | 全国儿童文学优秀作品奖           | 獲獎     |      |
| 1985 | 《眼睛》             | 第二届东方少年文学奖             | 獲獎     |      |
| 1986 | 《坟》               | 海峡两岸儿童文学大赛小说奖       | 獲獎     |      |
| 1986 | 《雁阵》             | 海峡两岸儿童文学大赛二等奖       | 獲獎     |      |
| 1986 | 《雁阵》             | 全国儿童文学优秀作品奖           | 獲獎     |      |
| 1992 | 《凝固》             | 海峡两岸少年小说及童话征文佳作奖 | 獲獎     |      |
|      | 《月亮汤》           | 第三届冰心儿童图书新作奖         | 獲獎     |      |
| 1997 | 《小傻熊波卡的电话》 | 陈伯吹儿童文学奖                 | 獲獎     |      |